# Кубок світу з тріатлону 2009
Кубок світу з тріатлону 2009 — це п'ять окремих офіційних турнірів, що проходили під егідою Міжнародної федерації тріатлону. Кращі результати йшли до заліку Всесвітньої чемпіонської серії.

## Календар
| Дата        | Місто           | Країна    | Дистанція   | Примітки |
| ----------- | --------------- | --------- | ----------- | -------- |
| 29 березня  | Мулулаба        | Австралія | олімпійська | [ 1 ]    |
| 26 квітня   | Ішігакі         | Японія    | олімпійська | [ 2 ]    |
| 27 червня   | Де-Мойн (Айова) | США       | олімпійська | [ 3 ]    |
| 9 серпня    | Тисауйварош     | Угорщина  | олімпійська | [ 4 ]    |
| 8 листопада | Уатулько        | Мексика   | олімпійська | [ 5 ]    |

## Чоловіки
| Місто       | Золото            | Срібло              | Бронза           |
| ----------- | ----------------- | ------------------- | ---------------- |
| Мулулаба    | Кортні Аткінсон   | Кріс Джеммелл       | Бред Калефельдт  |
| Ішігакі     | Кортні Аткінсон   | Іван Васильєв       | Денис Васильєв   |
| Де-Мойн     | Саймон Вітфілд    | Бред Калефельдт     | Ян Фродено       |
| Тисауйварош | Дмитро Полянський | Олександр Брюханков | Іван Тутукін     |
| Уатулько    | Метт Шрабо        | Руді Вільд          | Джаррод Шімейкер |

## Жінки
| Місто       | Золото           | Срібло            | Бронза             |
| ----------- | ---------------- | ----------------- | ------------------ |
| Мулулаба    | Кірстен Світленд | Емма Моффатт      | Данієла Ріф        |
| Ішігакі     | Юрі Іде          | Кеті Тремблей     | Кійомі Нівата      |
| Де-Мойн     | Емма Моффатт     | Емма Сноусілл     | Лорен Гровз        |
| Тисауйварош | Кейт Макілрой    | Ірина Абисова     | Фелісіті Шіді-Раян |
| Уатулько    | Ай Уеда          | Гелле Фредеріксен | Джессіка Гаррісон  |

## Учасники
У змаганні брали участь і українські спортсмени:
| Атлет                  | Мулулаба | Мулулаба | Ішігакі | Ішігакі  | Тисауйварош | Тисауйварош | Уатулько | Уатулько |
| Атлет                  | Місце    | Час      | Місце   | Час      | Місце       | Час         | Місце    | Час      |
| ---------------------- | -------- | -------- | ------- | -------- | ----------- | ----------- | -------- | -------- |
| жінки                  |          |          |         |          |             |             |          |          |
| Юлія Сапунова          | 19       | 02:12:14 | 21      | 02:06:57 | 5           | 02:01:53    | 5        | 02:15:41 |
| Олеся Пристайко        |          |          | DNF     | —        |             |             |          |          |
| Інна Циганок           |          |          |         |          | 16          | 02:04:00    |          |          |
| Марія Квіта            |          |          |         |          | 41          | 02:08:56    |          |          |
| чоловіки               |          |          |         |          |             |             |          |          |
| Данило Сапунов         |          |          | 9       | 01:50:25 |             |             | 4        | 02:01:28 |
| Андрій Глущенко        |          |          | 36      | 01:54:50 |             |             |          |          |
| Максим Крят            |          |          | 43      | 01:56:34 |             |             |          |          |
| Володимир Полікарпенко |          |          |         |          | 6           | 01:50:10    |          |          |
| Олексій Сюткін         |          |          |         |          | 15          | 01:50:50    |          |          |

## Галерея
Фотогалерея з Тисауйвароша:

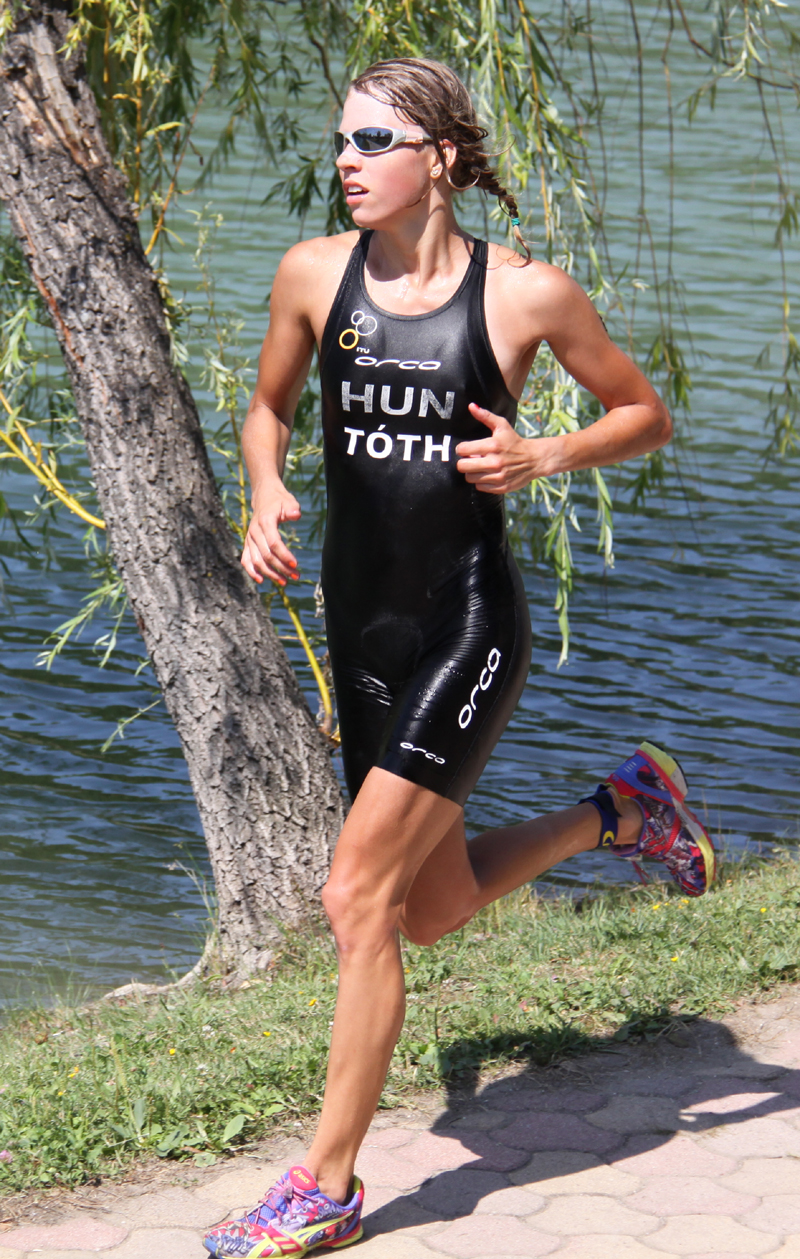
Софія Тот (Угорщина).
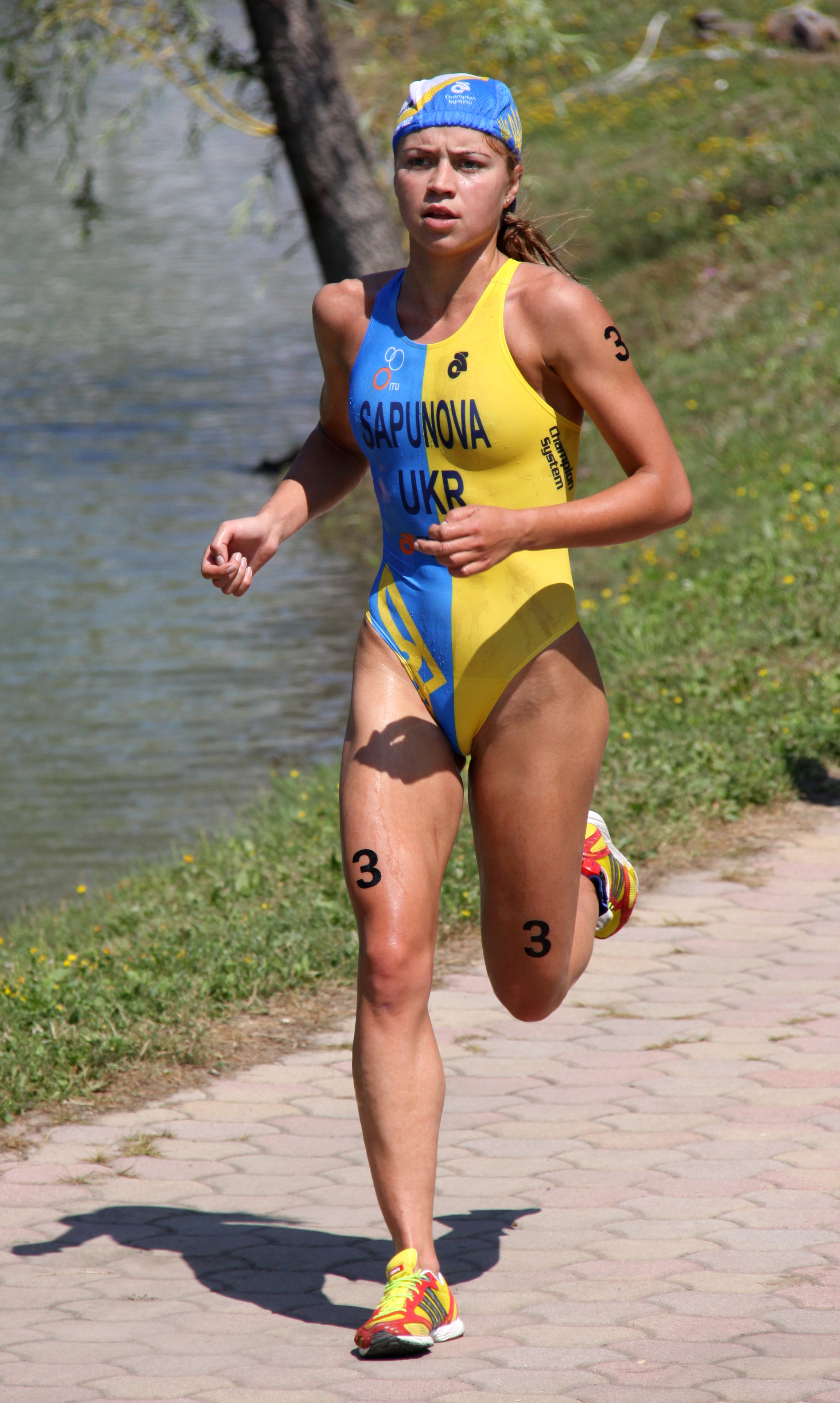
Юлія Сапунова (Україна).
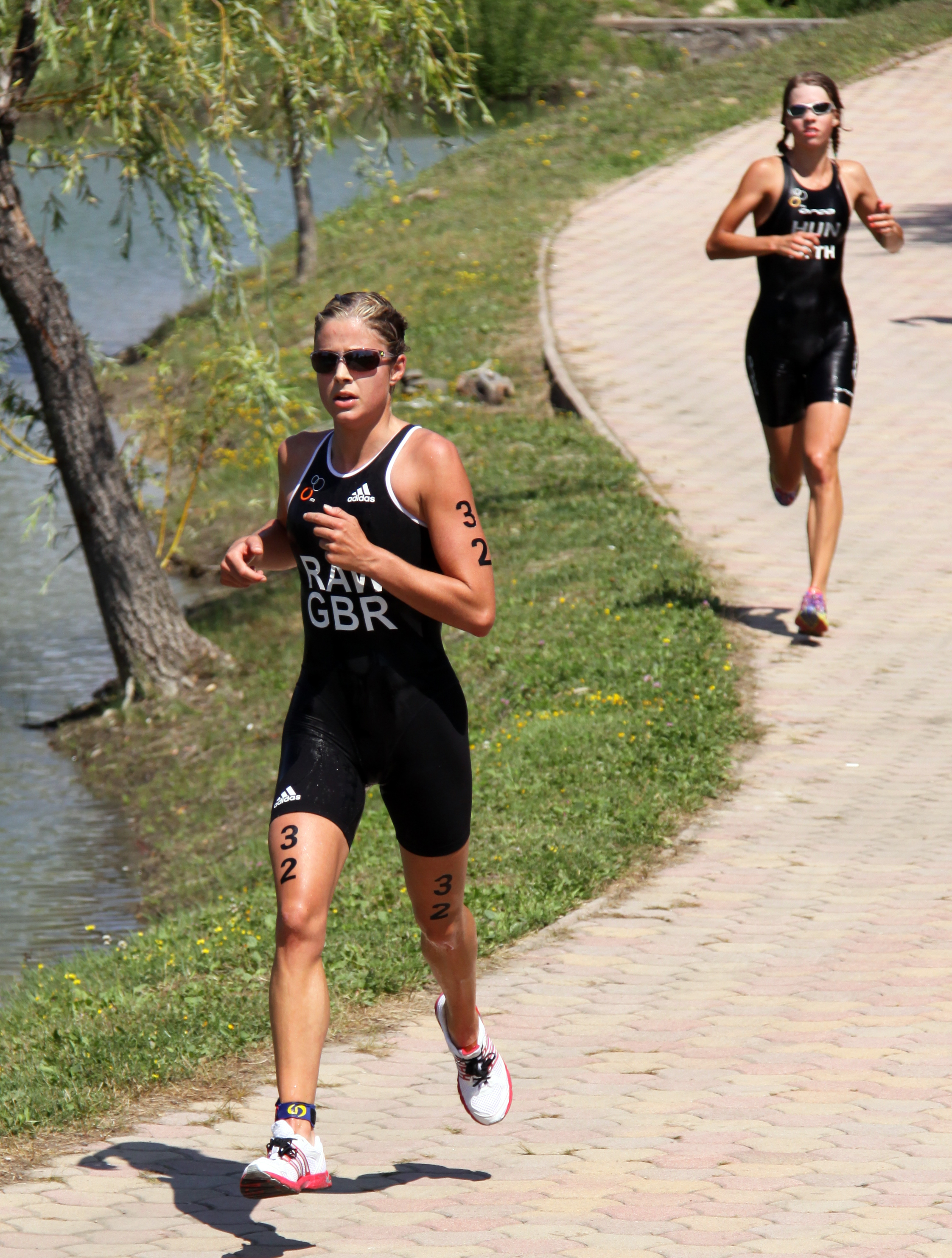
Ванесса Роу (Велика Британія).